# The Ultimate Warrior
James Brian Hellwig (16. června 1959 - 8. dubna 2014) byl americký profesionální zápasník a kulturista. Proslavil se pod přezdívkou The Ultimate Warrior, v letech 1987 až 1992 zápasil ve společnosti World Wrestling Federation (WWF, nyní WWE) a poté i v roce 1996. V roce 1998 strávil několik měsíců v konkurenční společnosti World Championship Wrestling (WCW), zde vystupoval jako The Warrior.

## Kariéra
Poté, co ukončil kariéru kulturisty, se dostal k profesionálnímu wrestlingu. Mezi lety 1985 až 1986 byl v týmu s bývalým kulturistou Stevem Bordenem, později známým jako Sting. Když Warrior odešel do World Class Championship Wrestling (WCCW), jejich cesty se rozdělily.
V roce 1987 podepsal smlouvu s World Wrestling Federation a během dvou let se stal dvojnásobným WWF Intercontinental Heavyweight šampionem. Během chvíle se stal hvězdou společnosti. Kvůli sporu o plat s Vincem McMahonem se pokusil společnost opustit. Když chtěl poté zápasit na WrestleManii VIII, byl v listopadu 1992 propuštěn, později se ukázalo, že důvodem propuštění bylo užívání steroidů.
V roce 1993 si legálně změnil jméno na mononym „Warrior“ a poté spolupracoval na psaní komiksu na základě jeho jména a podoby. Do WWF se vrátil na WrestleMania XII, ale po čtyřech měsících se přestal objevovat na akcích společnosti. O dva roky později se opět připojil k World Championship Wrestling, budoval zde příběh s Hulkem Hoganem. Spor vyvrcholil na akci Halloweenem Havoc. Po zápase odešel z profesionálního wrestlingu. V ringu se ještě naposledy objevil v roce 2008, když zápasil ve Španělsku.

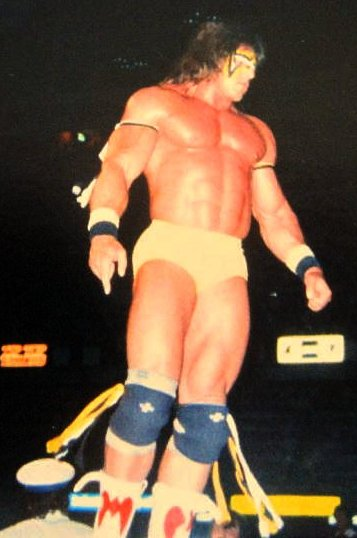
The Ultimate Warrior v roce 1987

## Ocenění
Krátce před svou smrtí byl uveden do síně slávy WWE. O rok později byla po něm pojmenována Warrior cena. Ve stejný rok byla odhalena i jeho bronzová socha v životní velikosti.

## Smrt
Zemřel 8. dubna 2014 ve Scottsdale v Arizoně. Dne 5. dubna byl uveden do síně slávy WWE, 6. dubna se objevil na WrestleMania XXX a 7. dubna, den před svou smrtí, se po 18 letech objevil v show Raw. Podle dostupných informací se v 17:50 chytil za hrudník a zkolaboval při chůzi s manželkou k autu před jejich hotelem v Arizoně. Byl převezen do nemocnice, kde byl ve věku 54 let prohlášen za mrtvého. Jeho kolegové řekli, že během víkendu na Wrestlemanii se v zákulisí silně potil a těžce dýchal.
Pitva později odhalila, že zemřel na infarkt způsobený aterosklerotickým kardiovaskulárním onemocněním.

## Úspěchy
- World Wrestling Federation/WWE
  - WWF Intercontinental Championship (2x)
  - WWF Championship (1x)
  - WWE Hall of Fame (2014)